# A83 road
Die A83 road (englisch für Straße A83) ist eine 158,2 km lange, durchgehend als Primary route ausgewiesene Straße in Schottland, die den Loch Lomond mit der Halbinsel Kintyre verbindet.

## Verlauf

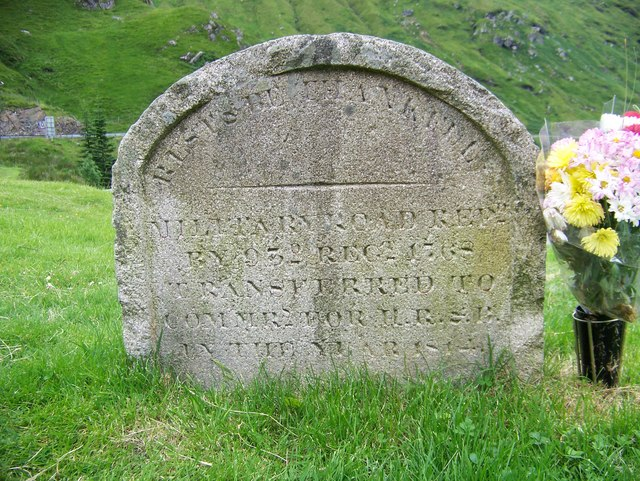
Gedenkstein am Rest and Be Thankful

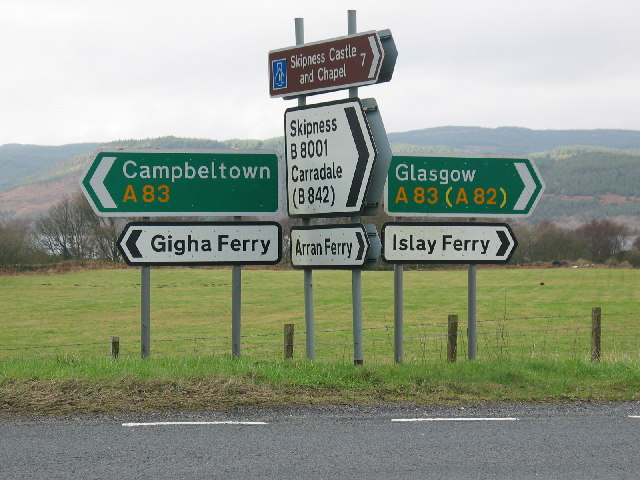
Wegweiser bei Kennacraig (Aufnahme 2006)

Die A83 zweigt in der kleinen Ortschaft Tarbet von der von Glasgow kommenden A82 road ab, umfährt nach dem Abzweig der A814 road das Nordende von Loch Long, einer tief eingeschnittenen Meeresbucht, und führt über den Pass Rest and Be Thankful (245 m) durch das Tal Glen Kinglas (dort Abzweig der A815 road) zur Meeresbucht Loch Fyne und folgt dessen Nordwestufer nach Inveraray. Dort zweigt die A819 road ab, die nach Norden zur A85 road führt. Die A83 folgt weiter, zum Teil in einigem Abstand, dem Nordwestufer des Loch Fyne, lässt in dem in einer Bucht gelegenen Lochgilphead die A816 road nach Oban abzweigen und folgt dann dem Westufer des Loch Fyne nach Süden. In Tarbert verlässt sie den Loch Fyne und quert zur Meeresbucht West Loch Tarbert, der sie auf der Ostseite bis zum Sound of Gigha und weiter entlang der Westküste der Halbinsel Kintyre folgt. Bei Kilchenzie verlässt sie die Westküste und zieht durch die Halbinsel nach Campbeltown an der Ostküste, wo sie endet und die B842 zum Südende der Halbinsel (nahe dem Mull of Kintyre) abzweigen lässt. Von Campbeltown bestehen Fährverbindungen nach Ardrossan (an der A78 road) und Ballycastle in Nordirland.